# Vyšná Jablonka
Vyšná Jablonka (en húngaro: Felsőalmád) es un municipio del distrito de Humenné en la región de Prešov, Eslovaquia, con una población estimada a final del año 2024 de 52 habitantes.
Se encuentra ubicado al sureste de la región, cerca de los ríos Cirocha y Laborec (cuenca hidrográfica del río Tisza) y de la frontera con la región de Košice.

## Demografía
| Año        | 1994 | 2004     | 2014     | 2024    |
| ---------- | ---- | -------- | -------- | ------- |
| Población  | 108  | 74       | 57       | 52      |
| Diferencia |      | −31,48 % | −22,97 % | −8,77 % |

| Año        | 2023 | 2024 |
| ---------- | ---- | ---- |
| Población  | 52   | 52   |
| Diferencia |      | +0 % |